# No End in Sight
No End in Sight è un documentario del 2007 diretto da Charles Ferguson candidato al premio Oscar al miglior documentario.